# Outcast of the Islands
Outcast of the Islands is een Britse dramafilm uit 1951 onder regie van Carol Reed. Destijds werd de film in Nederland uitgebracht onder de titel Een banneling van de eilanden.

## Verhaal
De avonturier Peter Willems wordt gered door kapitein Tom Lingard. Omdat Willems zich al gauw weer inlaat met duistere zaakjes, wordt hij door kapitein Lingard verbannen naar een eiland in de Stille Zuidzee. Daar wordt hij verliefd op Aissa, de beeldschone dochter van het zieke stamhoofd.

## Rolverdeling
| Acteur             | Personage            |
| ------------------ | -------------------- |
| Ralph Richardson   | Kapitein Tom Lingard |
| Trevor Howard      | Peter Willems        |
| Robert Morley      | Elmer Almayer        |
| Wendy Hiller       | Mevrouw Almayer      |
| Kerima             | Aissa                |
| George Coulouris   | Babalatchi           |
| Wilfrid Hyde-White | Vinck                |
| Frederick Valk     | Hudig                |
| Betty Ann Davies   | Mevrouw Williams     |
| Dharma Emmanuel    | Ali                  |
| Peter Illing       | Alagappan            |
| A.V. Bramble       | Badavi               |
| Annabel Morley     | Nina Almayer         |
| James Kenney       | Ramsey               |
| Marne Maitland     | Scheepsmaatje        |